# Asian Sevens Series 2015
El Asian Sevens Series de 2015 fue la séptima temporada del circuito de selecciones nacionales masculinas asiáticas de rugby 7.

## Calendario
| Torneo                 | Ciudad   | Fecha                               | Campeón |
| ---------------------- | -------- | ----------------------------------- | ------- |
| Seven de Shanghai 2015 | Shanghai | 5 de septiembre - 6 de septiembre   | Japón   |
| Seven de Bangkok 2015  | Bangkok  | 26 de septiembre - 27 de septiembre | Japón   |
| Seven de Colombo 2015  | Colombo  | 10 de octubre - 11 de octubre       | Japón   |

## Tabla de posiciones
| Pos | País                   | HKG | MLS | CHN | Puntos |
| --- | ---------------------- | --- | --- | --- | ------ |
| 1   | Japón                  | 12  | 12  | 12  | 36     |
| 2   | Hong Kong              | 8   | 10  | 11  | 29     |
| 3   | Corea del Sur          | 10  | 11  | 8   | 29     |
| 4   | Sri Lanka              | 9   | 9   | 10  | 28     |
| 5   | China                  | 11  | 8   | 6   | 25     |
| 6   | Malasia                | 5   | 5   | 9   | 19     |
| 7   | Emiratos Árabes Unidos | 4   | 7   | 4   | 15     |
| 8   | Singapur               | 3   | 6   | 3   | 12     |
| 9   | Tailandia              | 2   | 4   | 5   | 11     |
| 10  | Filipinas              | 6   | 3   | 2   | 11     |
| 11  | Kazajistán             | 7   | 2   | –   | 9      |
| 12  | Taiwán                 | 1   | 1   | 7   | 9      |

| Bandera de Japón |
| Campeón Japón    |
| 4º título        |